# ألفونسو دال بيان
ألفونسو دال بيان (بالإنجليزية: Alfonso Dal Pian)‏ ولد بتاريخ 15 أغسطس 1957 في جنوة، هو دراج إيطالي سابق.